# Ряжський сільський округ
Ря́жський сільський округ (каз. Ряжский ауылдық округі, рос. Ряжский сельский округ) — адміністративна одиниця у складі Узункольського району Костанайської області Казахстану. Адміністративний центр — село Ряжське.
Населення — 728 осіб (2021; 1299 у 2009, 2205 у 1999, 3315 у 1989).
Станом на 1989 рік існували Ряжська сільська рада (села Амангельди, Каратерек, Ряжське) та Чапаєвська сільська рада (села Амріч'є, Каратомар, Огузбалик, Річне). Село Каратерек ліквідовано 2009 року, Ряжський сільський округ перетворено в Ряжську сільську адміністрацію, село Амангельди також ліквідовано 2009 року, села Каратомар та Огузбалик — 2014 року, село Амріч'є — 2017 року. 2019 року був відновлений Ряжський сільський округ шляхом об'єднання Річенської сільської адміністрації та Ряжської сільської адміністрації.

## Склад
До складу адміністрації входять такі населені пункти:
| Населений пункт  | Старі назви | Населення, осіб (1989) | Населення, осіб (1999) | Населення, осіб (2009) | Населення, осіб (2021) |
| ---------------- | ----------- | ---------------------- | ---------------------- | ---------------------- | ---------------------- |
| Амангельди, село | -           | 270                    | 57                     | -                      | -                      |
| Амріч'є, село    | -           | 256                    | 178                    | 57                     | -                      |
| Каратерек, село  | -           | 368                    | 259                    | 1                      | -                      |
| Каратомар, село  | -           | 84                     | 69                     | 8                      | -                      |
| Огузбалик, село  | -           | 146                    | 73                     | 13                     | -                      |
| Річне, село      | -           | 920                    | 647                    | 350                    | 126                    |
| Ряжське, село    | -           | 1271                   | 922                    | 870                    | 602                    |